# Lloro gris cuavermell
El lloro gris cuavermell (Psittacus erithacus) és una espècie d'ocell de la família dels psitàcids. Fins fa poc s'ha considerat que aquesta espècie incloïa tots els membres del gènere, amb el nom de lloro gris africà, o senzillament lloro gris. És un papagai de mitjana grandària, però el més gros d'Àfrica. Actualment però, es considera que la població occidental pertany a una espècie diferent, arran els treballs de Melo et O'Ryan 2007.
Freqüents en zoològics i col·leccions privades, és notable, no tant pel seu colorit, principalment gris, si no per les seves habilitats com a imitador dels sons humans i pel seu desenvolupat psiquisme, que ha motivat importants investigacions.

## Morfologia
Arriba fins als 33 cm de llargària i els 450 g de pes, essent les femelles una mica més petites que els mascles. El seu nom comú és degut al plomatge gris, a excepció de la cua, d'un vermell brillant. Té un bec gran de color negre. Zona blanca a la cara i al voltant dels ulls. Iris groc. Ambdós sexes tenen un aspecte semblant. Els joves són bàsicament marró clar, gris al dors. Iris gris fosc.

## Hàbitat i distribució
Aquest lloro viu a les selves humides, arribant a sabanes amb arbres, manglars i proximitat de pobles, a Nigèria, Camerun, illes de Bioko i Príncipe, part continental de Guinea Equatorial, el Gabon, República del Congo, República Centreafricana, Zaire, Ruanda, Burundi, Uganda, oest de Kenya, nord-oest de Tanzània i Angola.

## Ecologia

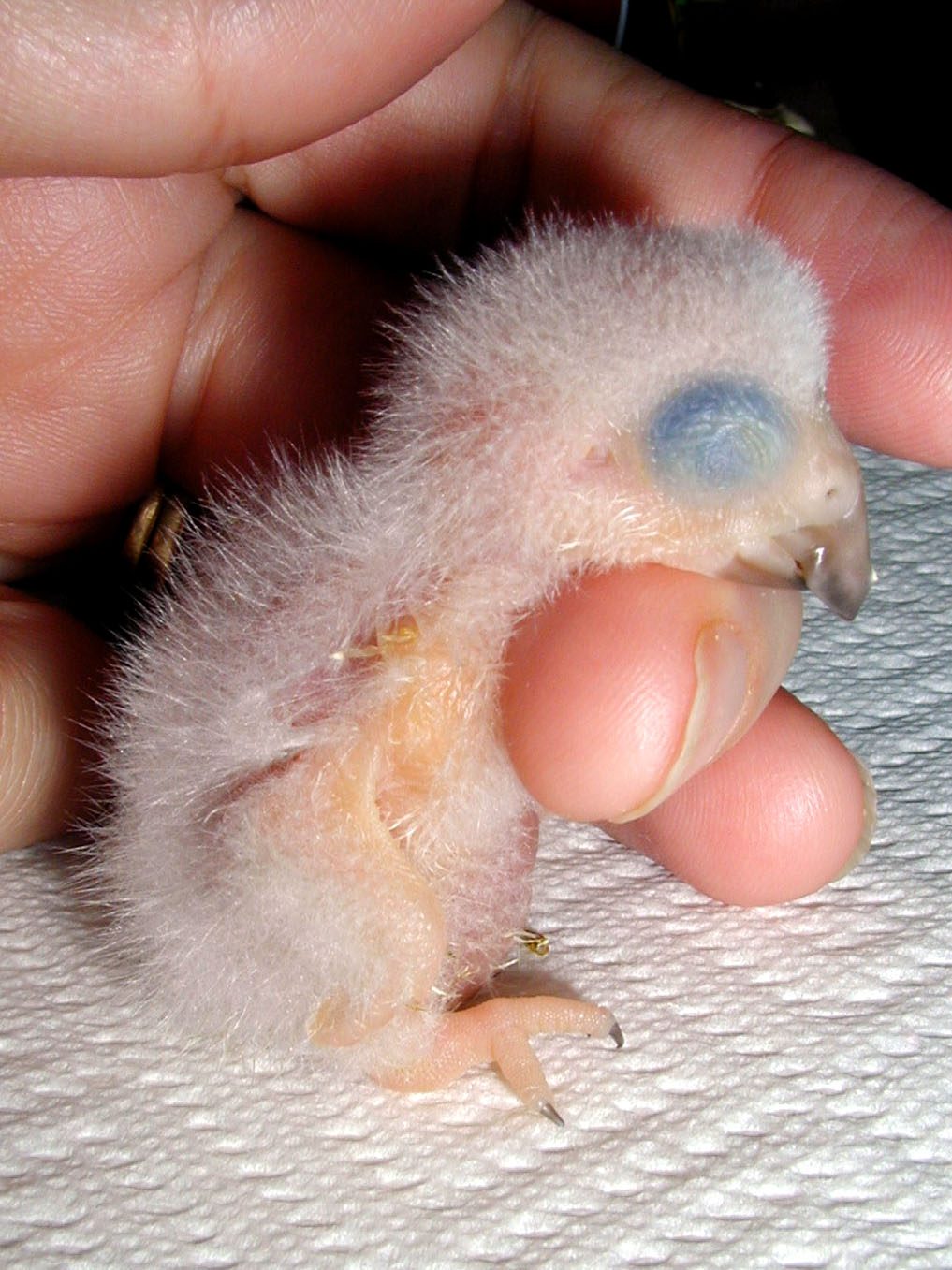
Poll de lloro gris d'un dia de vida

A la natura, es comuniquen amb forts xiulits i estridents crits. Sovint fan les seves vocalitzacions mentre volen a gran alçada. Són ocells tímids que passen el matí en parelles o petits grups, reunint-se en grans bandades a la tarda.
És un lloro vegetarià poc especialitzat, capaç de menjar un ample ventall de productes, segons la disponibilitat, principalment fruites i altres productes que troba als arbres, als que puja amb l'ajut dels seus forts peus i el bec. Entre els aliments que consumeix estan el blat de moro i els plàtans, el que demostra la seva capacitat d'adaptació.
Com complement també consumeixen minerals del sòl i argila.
Generalment formen vincles de parella per tota la vida. L'època de reproducció varia, depenent de l'estació plujosa, de regió a regió, ja que procuren no criar en aquest moment. Crien en buits d'arbres, sovint en grans arbres morts. Folren la cavitat del niu amb fusta podrida. La femella pon 2-5 ous i els cova durant unes 4 setmanes, mentre que el mascle els vigila i subministra el menjar. Les aus joves reben les cures dels seus pares durant uns tres mesos.

## Relació amb els humans

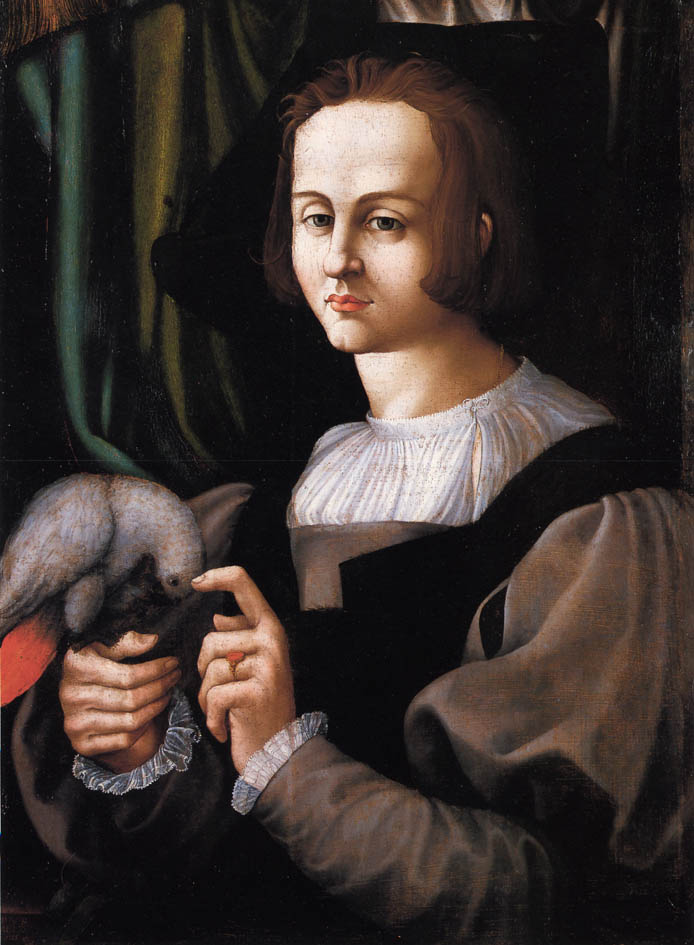
Pintura de Francesco Melzi (1525) on apareix un lloro gris

Els lloros grisos són utilitzats profusament en avicultura i són corrents en zoològics i col·leccions privades. Van ser portats a Europa per mariners i des del segle xvi apareixen en un bon nombre de pintures molt realistes. En la mateixa època hi ha moltes representacions d'altres lloros més acolorits, en particular d'Àsia i Amèrica.
Els lloros grisos però es van fer populars, no pels seus colors, relativament poc vistosos, si no per les capacitats d'imitació de la veu humana i pel seu desenvolupat psiquisme. Al segle xix un lloro gris, propietat d'un cardenal, es va fer molt famós per ser capaç de recitar complet el Credo.
El més conegut però, és un individu anomenat Alex que va viure entre els anys 1976 i 2007. Aquest lloro va ser entrenat i estudiat per l'equip d'Irene Pepperberg, a la Universitat de Purdue. Abans dels tres anys, aquest animal era capaç de relacionar 23 paraules amb el seu significat, coneixia els números fins a cinc i entenia ordres com "vull" i "vine" combinant aquestes paraules per a demanar o refusar més de 50 objectes, alguns dels quals no s'havien inclòs a l'entrenament. Al segon any va començar a utilitzar espontàniament la paraula "no" quan no volia treballar, sense haver sigut entrenat en aquest sentit. Aquesta desenvolupada capacitat per a utilitzar les paraules en un context significatiu però, no es van assolir amb cap altre lloro del seu grup.